# سیاه‌کاج غربی
سیاه‌کاج غربی (نام علمی: Larix occidentalis) نام یک گونه از سرده سیاه‌کاج است.